# Жорж Дантес
Жорж Дантес (на френски: Georges Charles de Heeckeren d'Anthès) е известен френски монархист, политик и сенатор. През 1830-те години живее в Русия. Известен е в историята преди всичко с това, че ранява смъртоносно на дуел Александър Пушкин.

## Биография
Роден е в Елзас в не много богато дворянско семейство. Жени се за Екатерина Гончарова. На 27 януари 1837 година ранява смъртоносно А.С. Пушкин по време на дуел, който умира два дни по-късно от раните си в корема. По законите по времето на Петър I дуелът се счита за престъпление и се наказва със смърт. Макар първоначалната присъда за Дантес да е смърт, предвид боевите му заслуги, ранга му и това, че не е руски гражданин, присъдата е променена на изгонване от страната с военен ескорт.